# Innova Recordings
Innova Recordings is een onafhankelijk Amerikaans platenlabel. Het werd in 1982 opgericht door de Minnesota Composers Forum om muziek uit te geven van componisten en musici aan wie deze non-profitorganisatie een McKnight Fellowship had toegekend. In het begin ging het om verzamelplaten met werk van musici uit Minnesota, waaronder Libby Larsen en Paul Schoenfield. Toen de cd was gearriveerd ging Innova hoogtepunten van ensembles uitgeven die in het kader van het Composers Forum hadden opgetreden, zoals de Dale Warland Singers en Saint Paul Chamber Orchestra. In 1994 ging het label ook platen uitbrengen van artiesten die kant-en-klare-opnames hadden, in het Recording Assistance Program. Het label brengt nu tussen de 25 en veertig cd's en dvd's per jaar uit. Het heeft inmiddels honderden titels uitgegeven in allerlei genres: klassieke muziek, jazz, elektronische muziek, experimentele muziek en wereldmuziek. Onder de uitgaven zijn series met werk van Harry Partch en Henry Brant. Enkele platen werden genomineerd voor een Grammy.

## Componisten
Artiesten (componisten) van wie hierop muziek uitkwam zijn onder meer:
Elektronische muziek: Barry Schrader, Erdem Helvacıoğlu, Maggi Payne, Neil Rolnick, Judith Shatin, Todd Reynolds, Randall Hall, Matthew Burtner, Mark Applebaum, John Howell Morrison, Tom Heasley, Amnon Wolman, Gary Verkade, Sarah Peebles, Henry Gwiazda, Orlando Jacinto Garcia, James Brody, Dary John Mizelle, Marina Rosenfeld en Raven Chacon.
Experimenteel: Jason Kao Hwang, Nicholas Vasallo, Eleanor Hovda, Robert Moran, Beta Collide, Kitty Brazelton, Brian Dewan, PRISM Quartet, Roger Kleier, Susie Ibarra, Cristian Amigo, John Morton, virgil Moorefield, Savage Aural Hotbed, Judy Dunaway, Victoria Jordanova, R. Stevie Moore, Robert Carl, Douglas Ewart, George Cartwright, Anthony Braxton, Newband, Yehuda Yannay, Henry Brant, Harry Partch, George Crumb, Anne LeBaron en Judson Fountain.
Jazz: Ken Field, Mobtown Modern Big Band, Guy Klucevsek, Lee Pui Ming, Fred Ho, Graham Reynolds, Jamie Begian Big Band, Lukas Ligeti, Denman Maroney, Rudresh Mahanthappa, Cafe Antarsia Ensemble Philip Johnston, Beat Circus Gao Hong, Skip Heller en Newman Taylor Baker.
Nieuw klassiek: Volti, Dylan Mattingly, Mimi Stillman Jeremy Beck, Paul Elwood, Maya Beiser, Lawrence Moss, Zeitgeist, Nathaniel Stookey, Orchestra 2001, Ushio Torikai, Douglas J. Cuomo, Alex Shapiro, Elliott Schwartz, Robert Een, David Del Tredici, Mark Engebretson, Stanisław Skrowaczewski, Jon Deak, Stephen Paulus, Steve Heitzeg, William Anderson, Dary John Mizelle en Janika Vandervelde.
Wereldmuziek: Nirmala Rajasekar.